# Lago Snag
El lago Snag  es un lago estadounidense situado  en el condado de Lassen , en el norte de California. El lago se encuentra dentro del Parque nacional volcánico Lassen, a una altitud de 1853 metros. El lago se alimenta del agua proveniente del vecino lago Horseshoe a través del arroyo Grassy. 
El agua del lago Snag sigue fluyendo a través del campo de lava porosa que condujo a la creación del lago Butte. El lago solo es accesible a través de senderos.